# Presidente da Assembleia Geral das Nações Unidas
Os Presidentes da Assembleia Geral das Nações Unidas são eleitos entre os diplomatas e dignitários dos países membros, para o período de um ano.

## Presidentes eleitos
| Sessão                                           | Ano  | Nome                         | Estado membro                     |
| ------------------------------------------------ | ---- | ---------------------------- | --------------------------------- |
| 1.ª Sessão                                       | 1946 | Paul-Henri Spaak             | Bélgica                           |
| 1.ª Sessão especial                              | 1947 | Osvaldo Aranha               | Brasil                            |
| 2.ª Sessão                                       | 1947 | Osvaldo Aranha               | Brasil                            |
| 2.ª Sessão especial                              | 1948 | José Arce                    | Argentina                         |
| 3.ª Sessão                                       | 1948 | Herbert Vere Evatt           | Austrália                         |
| 4.ª Sessão                                       | 1949 | Carlos Peña Rómulo           | Filipinas                         |
| 5.ª Sessão                                       | 1950 | Nasrollah Entezam            | Irão                              |
| 6.ª Sessão                                       | 1951 | Luis Padilla Nervo           | México                            |
| 7.ª Sessão                                       | 1952 | Lester B. Pearson            | Canadá                            |
| 8.ª Sessão                                       | 1953 | Vijaya Lakshmi Pandit        | Índia                             |
| 9.ª Sessão                                       | 1954 | Eelco N. van Kleffens        | Países Baixos                     |
| 10.ª Sessão                                      | 1955 | José Maza Fernández          | Chile                             |
| 1.ª Sessão especial de emergência                | 1956 | Rudecindo Ortega Mason       | Chile                             |
| 2.ª Sessão especial de emergência                | 1956 | Rudecindo Ortega Mason       | Chile                             |
| 11.ª Sessão                                      | 1956 | Wan Waithayakon              | Tailândia                         |
| 12.ª Sessão                                      | 1957 | Leslie Munro                 | Nova Zelândia                     |
| 3.ª Sessão especial de emergência                | 1958 | Leslie Munro                 | Nova Zelândia                     |
| 13.ª Sessão                                      | 1958 | Charles Habib Malik          | Líbano                            |
| 14.ª Sessão                                      | 1959 | Víctor Andrés Belaúnde       | Peru                              |
| 4.ª Sessão especial de emergência                | 1960 | Víctor Andrés Belaúnde       | Peru                              |
| 15.ª Sessão                                      | 1960 | Frederick Henry Boland       | Irlanda                           |
| 3.ª Sessão especial                              | 1961 | Frederick Henry Boland       | Irlanda                           |
| 16.ª Sessão                                      | 1961 | Mongi Slim                   | Tunisia                           |
| 17.ª Sessão                                      | 1962 | Sir Muhammad Zafarullah Khan | Paquistão                         |
| 4.ª Sessão especial                              | 1963 | Sir Muhammad Zafarulla Khan  | Paquistão                         |
| 18.ª Sessão                                      | 1963 | Carlos Sosa Rodriguez        | Venezuela                         |
| 19.ª Sessão                                      | 1964 | Alex Quaison-Sackey          | Gana                              |
| 20.ª Sessão                                      | 1965 | Amintore Fanfani             | Itália                            |
| 21.ª Sessão                                      | 1966 | Abdul Rahman Pazhwak         | Afeganistão                       |
| 5.ª Sessão especial                              | 1967 | Abdul Rahman Pazhwak         | Afeganistão                       |
| 5.ª Sessão especial de emergência                | 1967 | Abdul Rahman Pazhwak         | Afeganistão                       |
| 22.ª Sessão                                      | 1967 | Corneliu Mănescu             | Roménia                           |
| 23.ª Sessão                                      | 1968 | Emilio Arenales Catalan      | Guatemala                         |
| 24.ª Sessão                                      | 1969 | Angie Elisabeth Brooks       | Libéria                           |
| 25.ª Sessão                                      | 1970 | Edvard Hambro                | Noruega                           |
| 26.ª Sessão                                      | 1971 | Adam Malik                   | Indonésia                         |
| 27.ª Sessão                                      | 1972 | Stanisław Trepczyński        | Polónia                           |
| 28.ª Sessão                                      | 1973 | Leopoldo Benites             | Equador                           |
| 6.ª Sessão especial                              | 1974 | Leopoldo Benites             | Equador                           |
| 29.ª Sessão                                      | 1974 | Abdelaziz Bouteflika         | Argélia                           |
| 7.ª Sessão especial                              | 1975 | Abdelaziz Bouteflika         | Argélia                           |
| 30.ª Sessão                                      | 1975 | Gaston Thorn                 | Luxemburgo                        |
| 31.ª Sessão                                      | 1976 | Hamilton Shirley Amerasinghe | Sri Lanka                         |
| 32.ª Sessão                                      | 1977 | Lazar Mojsov                 | Jugoslávia                        |
| 8.ª Sessão especial                              | 1978 | Lazar Mojsov                 | Jugoslávia                        |
| 9.ª Sessão especial                              | 1978 | Lazar Mojsov                 | Jugoslávia                        |
| 10.ª Sessão especial                             | 1978 | Lazar Mojsov                 | Jugoslávia                        |
| 33.ª Sessão                                      | 1978 | Indalecio Liévano            | Colômbia                          |
| 34.ª Sessão                                      | 1979 | Salim A. Salim               | Tanzânia                          |
| 6.ª Sessão especial de emergência                | 1980 | Salim A. Salim               | Tanzânia                          |
| 7.ª Sessão especial de emergência                | 1980 | Salim A. Salim               | Tanzânia                          |
| 8.ª Sessão especial de emergência                | 1980 | Salim A. Salim               | Tanzânia                          |
| 35.ª Sessão                                      | 1980 | Rüdiger von Wechmar          | República Federal Alemã           |
| 11.ª Sessão especial                             | 1981 | Rüdiger von Wechmar          | República Federal Alemã           |
| 36.ª Sessão                                      | 1981 | Ismat T. Kittani             | Iraque                            |
| 7.ª Sessão especial de emergência - Continuação  | 1982 | Ismat T. Kittani             | Iraque                            |
| 9.ª Sessão especial de emergência                | 1982 | Ismat T. Kittani             | Iraque                            |
| 12.ª Sessão especial                             | 1982 | Ismat T. Kittani             | Iraque                            |
| 37.ª Sessão                                      | 1982 | Imre Hollai                  | Hungria                           |
| 38.ª Sessão                                      | 1983 | Jorge E. Illueca             | Panamá                            |
| 39.ª Sessão                                      | 1984 | Paul J. F. Lusaka            | Zambia                            |
| 40.ª Sessão                                      | 1985 | Jaime de Piniés              | Espanha                           |
| 13.ª Sessão especial                             | 1986 | Jaime de Piniés              | Espanha                           |
| 41.ª Sessão                                      | 1986 | Humayun Rashid Choudhury     | Bangladesh                        |
| 14.ª Sessão especial                             | 1986 | Humayun Rashid Choudhury     | Bangladesh                        |
| 42.ª Sessão                                      | 1987 | Peter Florin                 | República Democrática da Alemanha |
| 15.ª Sessão especial                             | 1988 | Peter Florin                 | República Democrática da Alemanha |
| 43.ª Sessão                                      | 1988 | Dante Maria Caputo           | Argentina                         |
| 44.ª Sessão                                      | 1989 | Joseph Nanven Garba          | Nigéria                           |
| 16.ª Sessão especial                             | 1989 | Joseph Nanven Garba          | Nigéria                           |
| 17.ª Sessão especial                             | 1990 | Joseph Nanven Garba          | Nigéria                           |
| 18.ª Sessão especial                             | 1990 | Joseph Nanven Garba          | Nigéria                           |
| 45.ª Sessão                                      | 1990 | Guido de Marco               | Malta                             |
| 46.ª Sessão                                      | 1991 | Samir S. Shihabi             | Arábia Saudita                    |
| 47.ª Sessão                                      | 1992 | Stoyan Ganev                 | Bulgária                          |
| 48.ª Sessão                                      | 1993 | Samuel Insanally             | Guiana                            |
| 49.ª Sessão                                      | 1994 | Amara Essy                   | Costa do Marfim                   |
| 50.ª Sessão                                      | 1995 | Diogo Freitas do Amaral      | Portugal                          |
| 51.ª Sessão                                      | 1996 | Razali Ismail                | Malásia                           |
| 10.ª Sessão especial de emergência               | 1997 | Razali Ismail                | Malásia                           |
| 19.ª Sessão especial                             | 1997 | Razali Ismail                | Malásia                           |
| 52.ª Sessão                                      | 1997 | Hennadiy Udovenko            | Ucrânia                           |
| 10.ª Sessão especial de emergência - Continuação | 1998 | Hennadiy Udovenko            | Ucrânia                           |
| 20.ª Sessão especial                             | 1998 | Hennadiy Udovenko            | Ucrânia                           |
| 53.ª Sessão                                      | 1998 | Didier Opertti Badan         | Uruguai                           |
| 10.ª Sessão especial de emergência - Continuação | 1999 | Didier Opertti Badan         | Uruguai                           |
| 21.ª Sessão especial                             | 1999 | Didier Opertti Badan         | Uruguai                           |
| 54.ª Sessão                                      | 1999 | Theo-Ben Gurirab             | Namíbia                           |
| 22.ª Sessão especial                             | 1999 | Theo-Ben Gurirab             | Namíbia                           |
| 23.ª Sessão especial                             | 2000 | Theo-Ben Gurirab             | Namíbia                           |
| 24.ª Sessão especial                             | 2000 | Theo-Ben Gurirab             | Namíbia                           |
| 55.ª Sessão                                      | 2000 | Harri Holkeri                | Finlândia                         |
| 10.ª Sessão especial de emergência - Continuação | 2000 | Harri Holkeri                | Finlândia                         |
| 25.ª Sessão especial                             | 2001 | Harri Holkeri                | Finlândia                         |
| 26.ª Sessão especial                             | 2001 | Harri Holkeri                | Finlândia                         |
| 56.ª Sessão                                      | 2001 | Han Seung-soo                | Coreia do Sul                     |
| 57.ª Sessão                                      | 2002 | Jan Kavan                    | Chéquia                           |
| 58.ª Sessão                                      | 2003 | Julian Hunte                 | Santa Lúcia                       |
| 59.ª Sessão                                      | 2004 | Jean Ping                    | Gabão                             |
| 60.ª Sessão                                      | 2005 | Jan Eliasson                 | Suécia                            |
| 61.ª Sessão                                      | 2006 | Haya Rashed Al-Khalifa       | Bahrein                           |
| 62.ª Sessão                                      | 2007 | Srgjan Asan Kerim            | Macedônia do Norte                |
| 63.ª Sessão                                      | 2008 | Miguel d'Escoto              | Nicarágua                         |
| 64.ª Sessão                                      | 2009 | Ali Abdussalam Treki         | Líbia                             |
| 65.ª Sessão                                      | 2010 | Joseph Deiss                 | Suíça                             |
| 66.ª Sessão                                      | 2011 | Nassir Abdulaziz Al-Nasser   | Catar                             |
| 67.ª Sessão                                      | 2012 | Vuk Jeremić                  | Sérvia                            |
| 68.ª Sessão                                      | 2013 | John William Ashe            | Antígua e Barbuda                 |
| 69.ª Sessão                                      | 2014 | Sam Kutesa                   | Uganda                            |
| 70.ª Sessão                                      | 2015 | Mogens Lykketoft             | Dinamarca                         |
| 71.ª Sessão                                      | 2016 | Peter Thomson                | Fiji                              |
| 72.ª Sessão                                      | 2017 | Miroslav Lajčák              | Eslováquia                        |
| 73.ª Sessão                                      | 2018 | María Fernanda Espinosa      | Equador                           |
| 74.ª Sessão                                      | 2019 | Tijjani Muhammad-Bande       | Nigéria                           |
| 75.ª Sessão                                      | 2020 | Volkan Bozkır                | Turquia                           |
| 76.ª Sessão                                      | 2021 | Abdulla Shahid               | Maldivas                          |
| 77.ª Sessão                                      | 2022 | Csaba Kőrösi                 | 🇭🇺 Hungria                        |
| 78.ª Sessão                                      | 2023 | Dennis Francis               | Trinidad e Tobago                 |